# Iyed Dahmani
Pour les articles homonymes, voir Dahmani (homonymie).
Iyed Dahmani (arabe : إياد الدهماني), né le 13 septembre 1977 à Siliana, est un homme politique tunisien, membre de l'assemblée constituante puis de l'Assemblée des représentants du peuple.

## Biographie
C'est en se rendant en France en 2001, pour suivre des études universitaires, qu'il fait son apprentissage de la politique au sein de la gauche tunisienne. Il commence à militer aux côtés de Kamel Jendoubi, Mohieddine Cherbib et Fethi Tlili. En 2007, il intègre le Parti démocrate progressiste et rejoint sa section française dont il devient l’un des principaux dirigeants et animateurs. 
À la suite de la révolution de 2011, qui entraîne la chute du régime de Zine el-Abidine Ben Ali, il revient en Tunisie et se met à préparer la campagne électorale pour l'élection de l'assemblée constituante, à laquelle il est candidat dans la circonscription de Siliana, sa région natale. 
Il est élu et intègre le comité exécutif d'Al Joumhouri, fusion du Parti démocrate progressiste et d'Afek Tounes.
Le 25 juillet 2013, il annonce sur la chaîne de télévision Nessma sa démission de l'assemblée à la suite de l’assassinat de son collègue Mohamed Brahmi.
En 2014, il reçoit les insignes de chevalier de l'ordre tunisien du Mérite. Il est le seul membre de son parti à être élu à l'Assemblée des représentants du peuple lors des élections du 26 octobre 2014.
Le 20 août 2016, il est nommé au poste de ministre auprès du chef du gouvernement chargé des Relations avec le Parlement dans le gouvernement de Youssef Chahed puis assume également le poste de porte-parole du gouvernement dès le 5 novembre 2018. Le 7 novembre 2019, il présente sa démission.